# 1103 Sequoia
1103 Sequoia è un asteroide della fascia principale appartenente al gruppo di Hungaria. Scoperto nel 1928, presenta un'orbita caratterizzata da un semiasse maggiore pari a 1,9336737 UA e da un'eccentricità di 0,0946056, inclinata di 17,90095° rispetto all'eclittica.
Il suo nome fa riferimento al Parco nazionale di Sequoia, in California, dove lo scopritore era solito trascorrere le vacanze.